# 佩列謝皮諾
佩雷謝皮內（烏克蘭語：Перещепине，羅馬化：Pereshchepyne，發音：[pereˈʃtʃɛpɪne]），又按俄语名译为佩列谢皮诺，是烏克蘭第聶伯羅彼得羅夫斯克州薩馬爾區佩雷谢皮内市镇的城市及同名市镇的行政中心。該市位於奧列利河畔，距離州府第聶伯羅70公里，始建於17世紀，面積12.91平方公里，海拔高度90米，2022年人口数量为9,639人。

## 图集

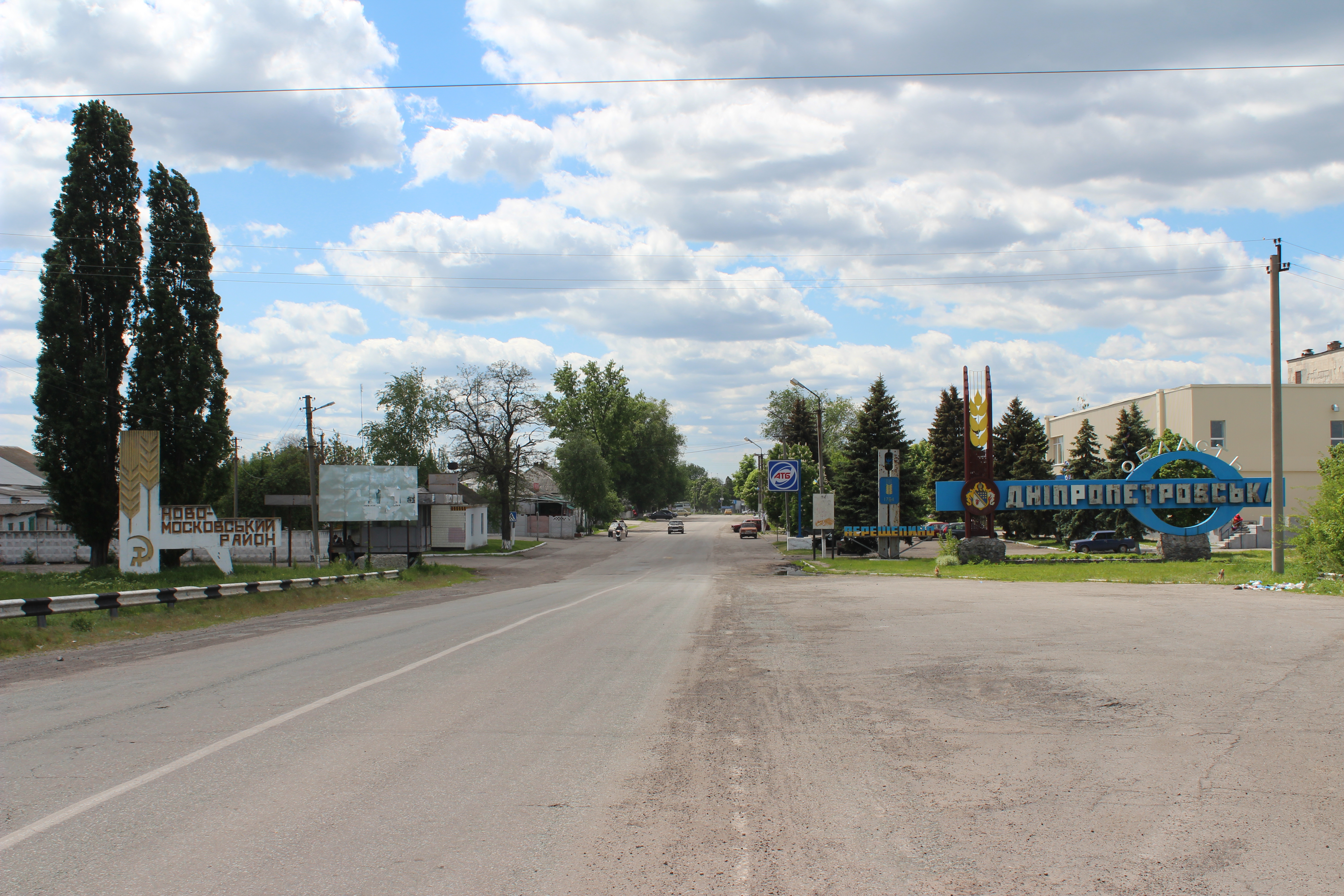
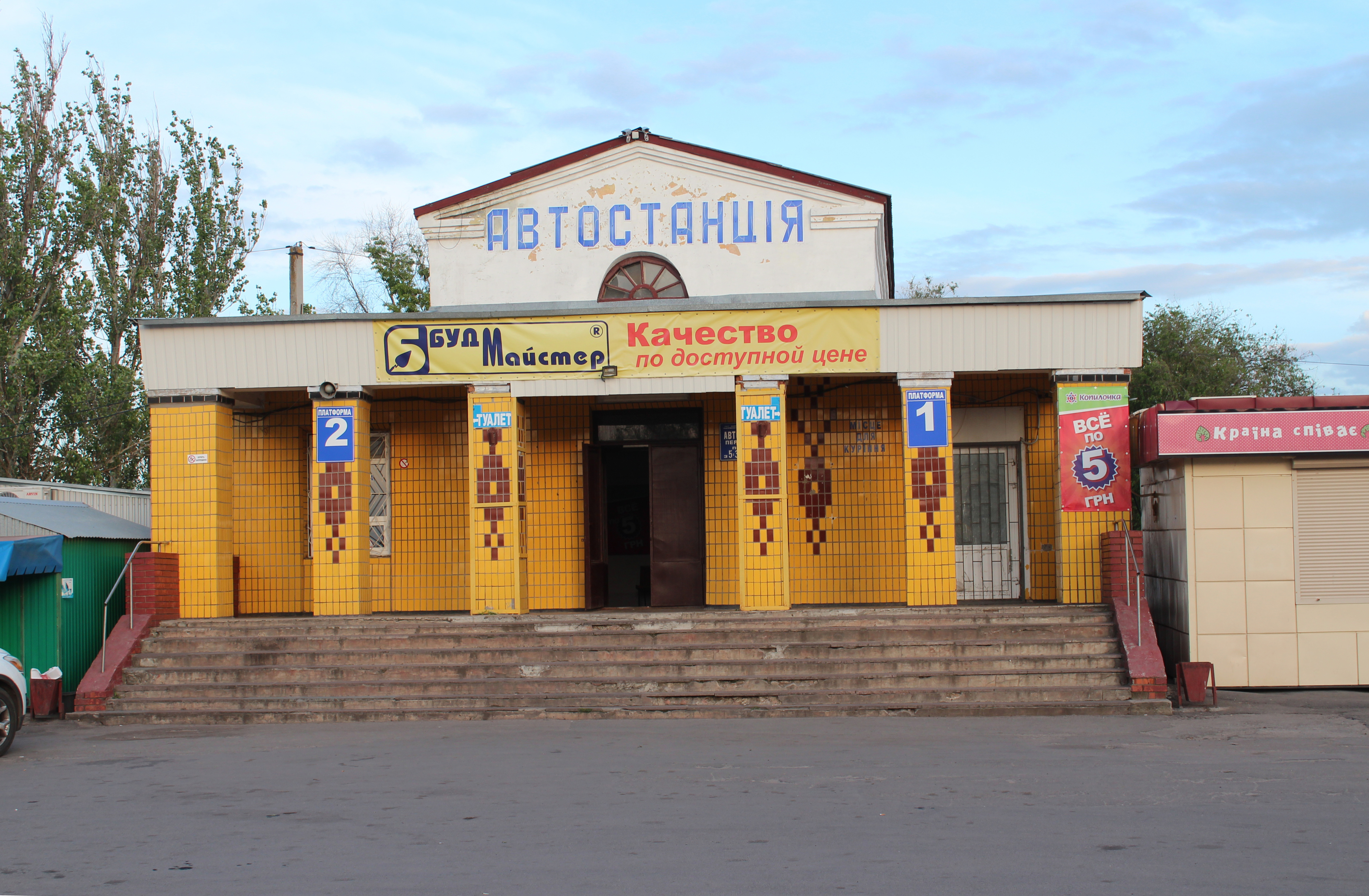

## 備註
1. ↑  俄語：